# Kumbadjena occidentalis
Kumbadjena occidentalis är en klomaskart som först beskrevs av Fletcher 1896.  Kumbadjena occidentalis ingår i släktet Kumbadjena och familjen Peripatopsidae. Inga underarter finns listade i Catalogue of Life.